# Charles Krüger
Charles Krüger (ur. 9 marca 1896 w Luksemburgu, zm. 8 marca 1990 tamże) – piłkarz luksemburski grający na pozycji bramkarza. Zawodnik wystąpił w jednym spotkaniu reprezentacji Luksemburga – 28 sierpnia 1920 roku w meczu przeciwko Holandii (0:3) na turnieju piłkarskim w ramach Igrzysk Olimpijskich 1920.